# Luise Rinser
Luise Rinser, född 30 april 1911 i Landsberg am Lech, Kejsardömet Tyskland, död 17 mars 2002 i München, Tyskland, var en tysk författare och journalist. 

## Biografi
Rinser slog igenom som författare 1941 med romanen Ringar av glas. Som ung katolik fängslades hon 1944 anklagad för förräderi, men efter hennes död har graden av hennes påstådda motstånd mot nazisterna ifrågasatts. År 1946 kom hennes dagbok från fängelsetiden.
Hon var 1954-1959 gift med den tyske kompositören Carl Orff. Rinser var en stundtals omstridd person som uttryckte beundran för såväl ayatolla Khomeini som Kim Il Sung och Gudrun Ensslin. 1984 nominerades hon av De Gröna som kandidat till posten som Västtysklands förbundspresident.

## Utgivet på svenska
- 1951: Ringar av glas, Die gläsernen Ringe. Abschied vom Lande der Kindheit, översättning: Hilde Björnsen. (Natur & Kultur)
- 1952: Livets brännpunkt, Mitte des Lebens, översättning: Hilde Björnsen. (Natur & Kultur)
- 1953: En främling går förbi, Jan Lobel aus Warschau, översättning: Eddy Gjötterberg. (Natur & Kultur)
- 1954: Daniela, Daniela, översättning: Eddy Gjötterberg. (Natur & Kultur)
- 1955: Syndabocken, Der Sündenbock, översättning: Irma Nordvang. (Natur & Kultur)
- 1999: Mirjam, Mirjam, översättning: Helena Rödholm-Siegrist. (Mynta)